# Iglesia de la Purísima Concepción (Huelva)
La iglesia parroquial de Nuestra Señora de la Concepción es un templo católico de la ciudad española de Huelva. Está declarada Bien de Interés Cultural, con categoría de Monumento.

## Historia
Fue la segunda iglesia parroquial construida en la ciudad, tras el aumento de vecinos en Huelva que la Parroquia de San Pedro ya no podía absorber. Está considerada la primera parroquia en España consagrada a la advocación de la Inmaculada Concepción.
El edificio fue levantado en el año 1515 en unos terrenos donados por Cristóbal Dorantes. Fue concebido como ayuda de parroquia para la Mayor de San Pedro. En 1642 consta que se trabajaba en la decoración de la capilla mayor.
Con el Terremoto de Lisboa de 1755 y otro menor ocho años después sufre gravísimos daños, con el desplome de los muros y la torre. La primera  fase del proceso de reconstrucción la hizo Pedro de Silva y la segunda, en la que se reconstruye la torre, Antonio de Figueroa y Ruiz. Fernando de Rosales volvería a intervenir el templo en 1793, levantando la capilla del Sagrario y remodelando la fachada del lado del Evangelio.
El templo fue destruido en julio de 1936, en los disturbios que siguieron al inicio de la Guerra Civil. Entre 1937 y 1939 se acometió su reconstrucción, bajo la dirección de José María Pérez Carasa, quien respetó las adiciones barrocas de la fábrica. Hubo de ser restaurada nuevamente en 1969 tras un terremoto. Dirigió estas obras el arquitecto Francisco de la Corte, quién construyó una falsa bóveda gótica en la capilla Sacramental y adaptó la capilla Mayor a las directrices litúrgicas emanadas del Concilio Vaticano II.
La última remodelación —que se dilató durante más de ocho años— comenzó en 1998 (a cargo de Antonio Jesús López Domínguez) y se finalizó en 2006, a raíz de problemas en la estructura surgidos por la construcción de un aparcamiento subterráneo en un edificio cercano. En ella se colocaron nuevas bóvedas de madera, de cañón en la nave central y de arista en las laterales, con zonas eliminadas para que se puedan contemplar los arcos mudéjares originales.

## Interior
El templo es un edificio de tres naves en cuya cabecera se abren capillas absidiales. Las naves están separadas por tres arcos de medio punto que rebajan a los arcos apuntados originales. Existe una única capilla lateral en la nave de la Epístola. En los pilares que separan las naves podemos encontrar dos lápidas conmemorativas. La más antigua, de mármol blanco, recuerda la bandera ganada a los turcos por el capitán Andrés Garrocho el 16 de julio de 1537. La otra recuerda el asesinato del sacerdote José Páez Hernández en agosto de 1936.
La nave central se cubre con bóveda de cañón con lunetos y arcos fajones, mientras que las naves laterales presentan bóvedas de arista de madera que al estar incompletas permiten contemplar la techumbre original.
Presenta dos puertas de acceso. La principal, situada a los pies del templo, se abre a un pequeño vestíbulo situado bajo el coro. La puerta lateral se abre en la nave del Evangelio frente a la capilla de la Hermandad del Nazareno. Las naves se iluminan por una serie de vidrieras realizadas en 1939 por La Veneciana, a excepción de la dedicada a San Alfonso María de Ligorio, obra de Santa Rufina en el año 1968.

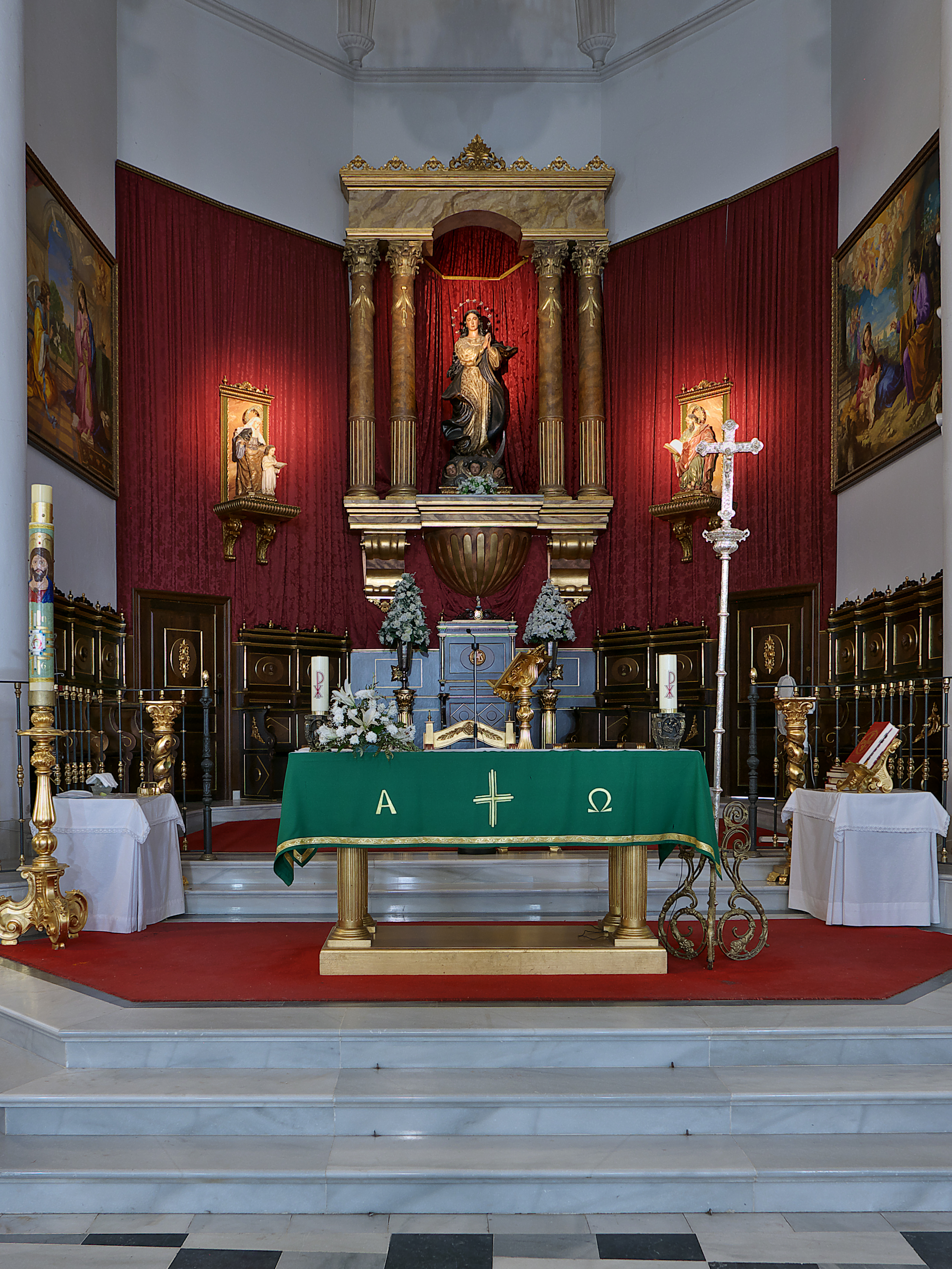
La capilla mayor vista desde la nave central

### Capilla Mayor
Responde a la fábrica original del templo, del siglo XVI. Se abre a la nave central a través de un arco triunfal levemente apuntado. Presenta una planta fachada cubierta por bóveda gótica estrellada cuyos nervios arrancando unas ménsulas adosadas a los vértices del ábside.
Tras la Guerra Civil, fue colocado en la cabecera un retablo que acogía la imagen de la Inmaculada Concepción, de Antonio Castillo Lastrucci de 1939. Fue desmantelado en la restauración de 1967, dejando la presidencia a una imagen de Cristo crucificado de Antonio León Ortega, actualmente cedido a la Parroquia de la Beata Eusebia Palomino. Tras la última restauración, la parroquia volvió a ser presidida por la Inmaculada de Castillo Lastrucci, en una hornacina escoltada por columnas barrocas procedentes del Museo Diocesano de Arte Sacro. También tras esta última reforma se incorporaron las pinturas de la Anunciación y el Descanso en la Huida a Egipto, obras de Mario Moya.
Bajo el presbiterio se encuentra una cripta sepulcral.

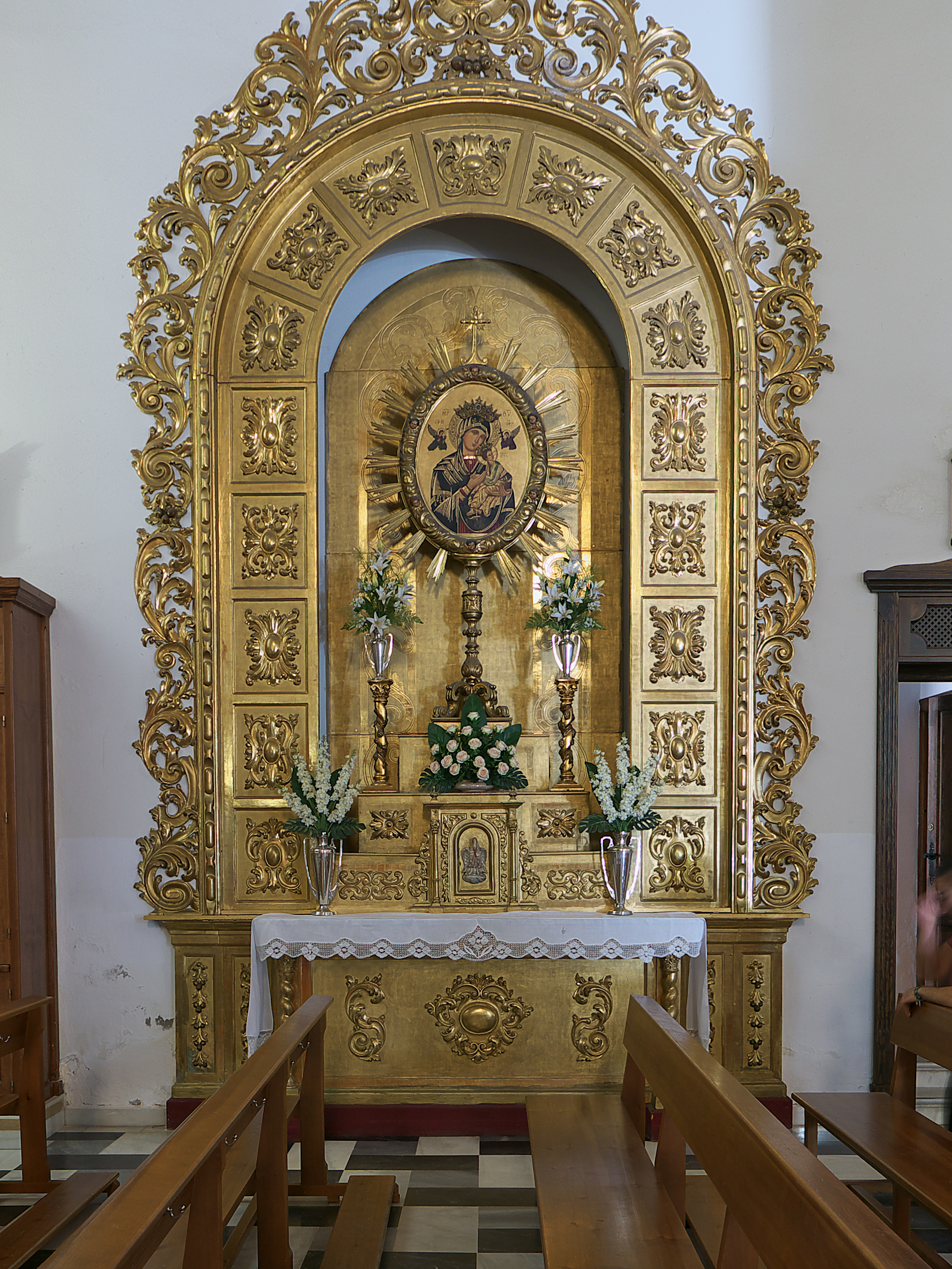
Retablo de la Virgen del Perpetuo Socorro

### Nave del Evangelio
La capilla de la cabecera se encuentra dedicada a la Santa Vera+Cruz y los Dolores Gloriosos de la Bienaventurada Virgen María. Como la capilla Mayor, corresponde a la concepción original del templo, del siglo XVI, y comparte con ella su estructura facetada y su bóveda de nervadura gótica. Acoge las imágenes procesionales de la Hermandad de la Oración en el Huerto. El Señor orante es una imagen de Luis Ortega Bru, de 1977, que hace pareja con el ángel confortador tallado por Antonio León Ortega en 1939. El Cristo de la Vera Cruz es un crucificado tallado por Mariano Sánchez del Pino en 2006. A sus pies aparece Nuestra Madre y Señora de los Dolores, obra de Luis Álvarez Duarte de 1967.
El primer retablo de la nave es de estilo neobarroco y está dedicado a San José. Fue realizado por Miguel Hierro Barreda en 1945 y dorado por Enrique Gómez del Castillo. La imagen titular es de Enrique Pérez Comendador, tallada en 1946. En las calles laterales hay sendas ménsulas que acogen las pequeñas imágenes de Santa Ana con la Virgen Niña y San Joaquín, contemporáneas al retablo.
Al otro lado de la puerta se encuentra el retablo de la Virgen del Rocío, enmarcado por dos columnas salomónicas. Cobija una reproducción de la Virgen del Rocío, patrona de Almonte, realizada por Sebastián Santos Rojas, en 1936.
El último retablo, de madera barnizada, acoge la imagen de vestir de la Virgen de la Soledad, titular de la Hermandad del Silencio. Es una imagen escrita al círculo de escultores malagueños del siglo XVIII, apuntando algunos historiadores a Antonio del Castillo como su posible autor. Originalmente era una imagen de medio cuerpo a la que Antonio León Ortega incorpora un candelero al ser donada a la parroquia tras la Guerra Civil.
Cierra la nave la antigua capilla bautismal, actualmente ocupada por las imágenes de la Hermandad de la Santa Cruz. El grupo escultórico representa el momento en que Cristo es amortajado por la Virgen, San Juan, las Tres Marías y los Santos Varones a los pies de la cruz. Todas las imágenes son obra de Mario Moya, salvo la Virgen y San Juan que fueron tallados por Elías Rodríguez Picón. Escolta esta capilla la imagen de San Juan Bautista que realizó León Ortega en 1963 y la Cruz que utiliza la Cofradía en el rito Ad lucem per Crucem en su estación de penitencia de cada Miércoles Santo.

### Nave de la Epístola
En la cabecera se abre la capilla Sacramental, de testero plano. La hornacina que la preside alberga la imagen del Sagrado Corazón de Jesús, esculpida por Sebastián Santos Rojas en 1939. Fue donada, según consta en su peana, por Soledad Vélez Ramos y Alberta del Villar Carro. El sagrario de plata es una obra de Jesús Domínguez de 1958.
Entre la capilla Sacramental y la puerta de la sacristía encontramos el retablo de la Virgen del Perpetuo Socorro, tallado por Miguel Hierro Barreda en 1954. Consta de un arco triunfal de madera dorada en el que se inserta un gran ostensorio con la pintura de la titular, copia del icono bizantino.

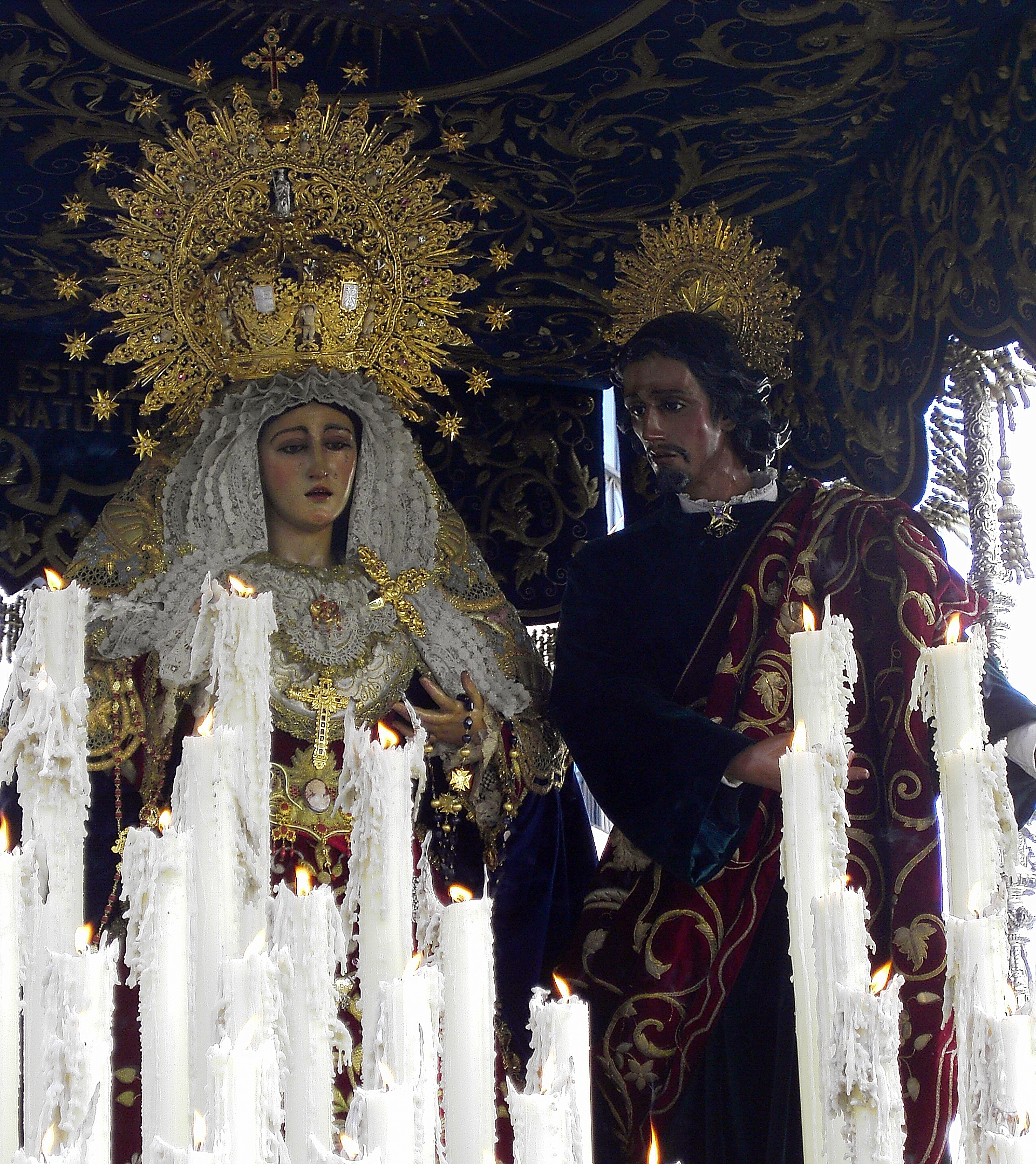
Virgen de la Amargura y San Juan Evangelista, que reciben culto en la capilla del Nazareno.

La capilla que se abre en el segundo tramo fue construida en 1836 a iniciativa de Josefa Rivero, viuda de Trianes. La familia Trianes fue benefactora de la Hermandad del Nazareno, cuyos titulares ocupan el recinto. La preside sobre un pedestal de mármol en la imagen de Nuestro Padre Jesús Nazareno, obra de Sebastián Santos Rojas de 1950. Imagen de gran devoción, ostenta la Medalla de Oro de la ciudad y el título de concejal perpetuo de su ayuntamiento. Las hornacinas de las paredes laterales están ocupadas por la Virgen de la Amargura y San Juan Evangelista, ambas obras de Ramón Chaveli.
El tercer tramo está ocupado por el retablo de la Virgen del Carmen. Lo preside una escultura de talla completa gubiada por Agustín Sánchez Cid en 1944. Para su realización sirvió como modelo en la imagen de la Virgen de Portacoeli del convento del Carmen de Cádiz. En los pies de la nave, una pequeña hornacina alberga la imagen procesional de la Inmaculada Concepción, obra de Mario Moya. Anteriormente ocupaba este lugar un cuadro de la Virgen del Carmen confortando a las Ánimas Benditas, actualmente cedido a la Ermita de la Soledad.

### Otras dependencias
En dependencias interiores del templo se conservan algunas obras escultóricas de interés, como una pequeña Inmaculada dieciochesca del círculo de Pedro Duque Cornejo, realizada en barro cocido. También la imagen de un Niño Jesús de plomo, de inspiración montañesina.
En el apartado pictórico podemos destacar el lienzo de la Aparición de Cristo a San Juan de la Cruz, obra anónima del siglo XVII. De la misma centuria son las pinturas de la Circuncisión de Cristo y una Inmaculada de un seguidor de Zurbarán. Del siglo XIX se conserva una pintura de San José con el Niño.
En el apartado de la orfebrería, destacamos un cáliz de plata y un portapaz con la imagen de la Inmaculada del siglo XVII, un acetre del siglo XVIII en forma de crátera, un cáliz y dos copones del mismo siglo y el ostensorio neogótico de plata dorada, de los primeros años del siglo XX.

## Exterior
La imagen exterior del templo responde principalmente a la restauración barroca acometida en la segunda mitad del siglo XVIII. La fachada principal, situada a los pies, no traduce en ningún momento la original fábrica mudéjar. Se trata de una portada-retablo sobre la que se abre una tribuna compuesta por tres arcos trilobulares. Dicha portada consta de dos cuerpos. El primero, delimitado por tres calles con columnas de capiteles jónicos, presenta una calle central más ancha en la que se abre el arco de medio punto que sirve como acceso al templo. Las calles laterales acogen hornacinas con las imágenes de San Pedro y San Pablo. El segundo cuerpo es de una sola calle con una hornacina con la imagen de la Purísima.
En uno de los ángulos de las fachadas, a los pies de la nave del Evangelio, se alza la torre. De planta cuadrangular, está rematada por un cuerpo de campanas decorado por columnas toscanas que enmarcan los vanos que se abren a sus cuatro caras. Le sirve de remate un chapitel octogonal alicatado con azulejería sevillana con una cruz de forja y veleta. Fue realizada entre 1755 y 1763 y en su construcción intervinieron Andrés de Silva, Lázaro Rodríguez Portillo y Pedro de Silva.
En esta misma fachada podemos observar los azulejos de Jesús Nazareno, realizado por Ruiz de Luna e Hijos en 1927, y el de la Inmaculada Concepción, de Mensaque Rodríguez de 1939. La fachada lateral acoge también sendos azulejos del Señor de la Oración en el Huerto y la Virgen de los Dolores.